# Ctenopelma rufigaster
Ctenopelma rufigaster là một loài tò vò trong họ Ichneumonidae.